# 2C-Ph
2C-Ph（或称为2C-BI-1，化学名：2,5-二甲氧基-4-苯基苯乙胺）是一种含氮有机化合物，化学式C
16H
19NO
2，属于2C类化合物（2,5-二甲氧基苯乙胺衍生物），能作为5-羟色胺受体调节剂，由丹尼尔·特拉赫塞尔、大卫·E·尼科尔斯等人研发。